# トム・ウィリス (1999年生のラグビー選手)
トム・ウィリス（Tom Willis、1999年1月18日 - ）は、プレミアシップ・ラグビーのサラセンズに所属している、イングランドのラグビーユニオン選手。

## 経歴
Reading Abbey R.F.C.でラグビーを始める。
2016年、U18イングランド代表となる。
2017年、プレミアシップ・ラグビーのワスプスに入団。10月にサラセンズ戦でリーグデビューを果たし、同月ロザラム・ティタンズに短期貸し出された。2022年10月17日、ワスプスが経営破綻し、解散した。
U20イングランド代表となり、2018年と2019年に、ワールドラグビーU20チャンピオンシップに出場した。
2022年11月、フランス選手権トップ14のユニオン・ボルドー・ベグルと契約。11月26日のUSAペルピニャン戦で交代出場し、同クラブデビューを果たした。2022-23シーズンでは、先発13回を含む17試合に出場し、ヨーロピアンラグビーチャンピオンズカップにも2回出場した。
2023年、イングランド代表として8月5日にウェールズ代表戦で控えで出場し、テストマッチデビューを果たした。
2023-24シーズンからイングランドに戻り、プレミアシップ・ラグビーのサラセンズに加入。2023年9月9日のコヴェントリーRFC戦で同クラブデビュー。先発13試合を含む20試合に出場した。2024-25シーズンでは、サラセンズの先発8番として定着。
2024年11月、オータム・ネイションズ・シリーズでは、イングランドA代表としてオーストラリアA代表と対戦。
2025年1月、イングランド代表に召集され、2025年シックス・ネイションズ・チャンピオンシップに出場。